# Михайло-Лукашівська сільська рада
Михайло-Лукашівська сільська рада — орган місцевого самоврядування у Вільнянському районі Запорізької області з адміністративним центром у с. Михайло-Лукашеве.

## Загальні відомості
Історична дата утворення: в 1943 році. Територія Михайло-Лукашівської сільської ради розташована в південній частині Вільнянського району Запорізької області.

## Населені пункти
Сільській раді підпорядковані населені пункти:
- с. Михайло-Лукашеве
- с. Миролюбівка
- с. Нововасилівське
- с. Новомихайлівське

## Склад ради
Рада складається з 20 депутатів та голови.

### Керівний склад ради
| ПІБ                        | Основні відомості                                                                       | Дата обрання | Дата звільнення |
| -------------------------- | --------------------------------------------------------------------------------------- | ------------ | --------------- |
| Столяров Сергій Леонідович | Сільський голова, 1954 року народження, освіта, безпартійний                            | 26.03.2006   | 31.10.2010      |
| Вініченко Тетяна Петрівна  | Сільський голова, 1962 року народження, освіта середня спеціальна, член Партії регіонів | 31.10.2010   |                 |

Примітка: таблиця складена за даними джерела